# Jens Hjertø-Dahl
Jens Hjertø-Dahl, né le 31 octobre 2005 à Tromsø en Norvège, est un footballeur norvégien qui évolue au poste de milieu central au Tromsø IL.

## Biographie

### En club
Né à Tromsø en Norvège Jens Hjertø-Dahl, est formé par le Tromsø IL, qu'il rejoint lorsqu'il a six ans. Il commence à s'entraîner avec l'équipe première à quatorze ans, et impressionne, notamment par sa grande taille.
Il joue son premier match en professionnel le 13 mai 2023 lors d'une rencontre de d'Eliteserien, la première division norvégienne, face au Hamarkameratene. Il entre en jeu à la place de Sakarias Opsahl et son équipe s'impose par deux buts à un.
Le 31 octobre 2023, jour de ses 18 ans, Hjertø-Dahl prolonge son contrat avec le Tromsø IL, étant désormais lié au club jusqu'en décembre 2027.

### En sélection
Jens Hjertø-Dahl représente la Norvège en sélection, faisant ses débuts avec les moins de 16 ans, jouant deux matchs en 2021.
Hjertø-Dahl compte sept sélections avec les moins de 18 ans, tous en 2023, et marque un but.